# Iranocichla
Iranocichla is een monotypisch geslacht van straalvinnige vissen uit de familie van cichliden (Cichlidae).

## Soort
- Iranocichla hormuzensis Coad, 1982